# Faidiva de Tolosa
Faidiva de Tolosa (Toulouse, 1135 – Chambéry, 1154),  foi condessa de Saboia pelo seu casamento com Humberto III, Conde de Saboia, de quem foi a primeira esposa.

## Família
Faidiva foi filha de Afonso-Jordão de Toulouse, conde de Trípoli e Tolosa, e de sua esposa, Faidiva d'Uzès.
Os seus avós paternos eram Raimundo IV de Toulouse e sua primeira esposa, Elvira Afonso de Castela, por sua vez filha ilegítima do rei Afonso IV de Leão e de sua amante, Ximena Moniz. Os seus avós maternos foram Raimundo Decano II e sua esposa de nome desconhecido.
Também foi descendente de Almodis de La Marche através da linhagem paterna.  
Um de seus irmãos era Raimundo V de Toulouse.

## Biografia
Faidiva casou-se com o conde Humberto em janeiro de 1151. Ele era filho de Amadeu III de Saboia e de Matilde de Albon.
Porém, o casamento durou pouco, pois a condessa logo veio a falecer em 1154, com cerca de 19 ou 20 anos. 
Eles não tiveram filhos. Após sua morte, Humberto se casou mais três vezes e gerou descendência.
Segundo a tradição, o conde Humberto, que sempre demonstrou grande preocupação com os mosteiros e a vida monástica, retirou-se para uma ermida após a morte de Faidiva, e ali teria ficado se o governo do condado não tivesse vindo procurá-lo em seu isolamento para defender a condado contra as ameaças do delfim de Vienne. 
O local de enterro de Faidiva é desconhecido.
A imagem da condessa aparece em moedas comemorativas da Casa de Saboia do século XIX. 